# Partido de Tornquist
Tornquist es uno de los 135 partidos de la provincia argentina de Buenos Aires. Se encuentra en el sur de la provincia y su cabecera es la ciudad de Tornquist.

## Geografía

### Localización
El partido de Tornquist está situado en el suroeste del territorio bonaerense y limita al este con Coronel Pringles, al sur con Bahía Blanca y Villarino, al oeste con Puán, al noreste con Coronel Suárez y al noroeste con Saavedra.

## Historia
El partido de Tornquist fue fundado en 1905 por el pionero Ernesto Tornquist, como resultado de una exitosa colonia agrícola compuesta por inmigrantes de origen alemán, entre los que se encontraban contingentes llegados desde Alemania e importantes grupos de alemanes del Volga.
Sus comienzos datan de 1876, cuando en respuesta al proyecto del Ministro de Guerra y Marina Adolfo Alsina, se avanzó en la frontera con los pueblos originarios y se fundó el Fuerte Argentino por la División Bahía Blanca, en "Paso de los Chilenos", a orillas del río Sauce Chico. 
Con el paso del FF.CC., se ampliaron las perspectivas y en 1883 Ernesto Tornquist fundó la colonia agrícola en donde se asentarían inmigrantes de origen alemán. Formó varios establecimientos ganaderos y en 1890 los campos pasaron a la Sociedad Anónima S.A "Estancia y Colonia Tornquist". 
Atento al pedido de los vecinos y por la importancia que había adquirido el pueblo, en 1892 el Poder Ejecutivo crea un juzgado administrativo y en 1900 la citada sociedad gestiona la mensura y delineación de la colonia. El centro de población estaba nucleado en la Estación FF.CC
El Partido se fundó por ley del 15 de septiembre de 1905, donde el antiguo "Partido de Las Sierras" estaría integrado por tierras de los partidos de Bahía Blanca, Puan, Villarino y Saavedra, y el asiento de la autoridad de Tornquist sobre la Estación del ferrocarril Sud.
El 4 de noviembre de 1910, recibe el actual Tornquist, conservando el antiguo de "Las Sierras" y un año más tarde, en marzo de 1911 se constituyó el Concejo Deliberante y se designó intendente a Eugenio Otto Lutz.

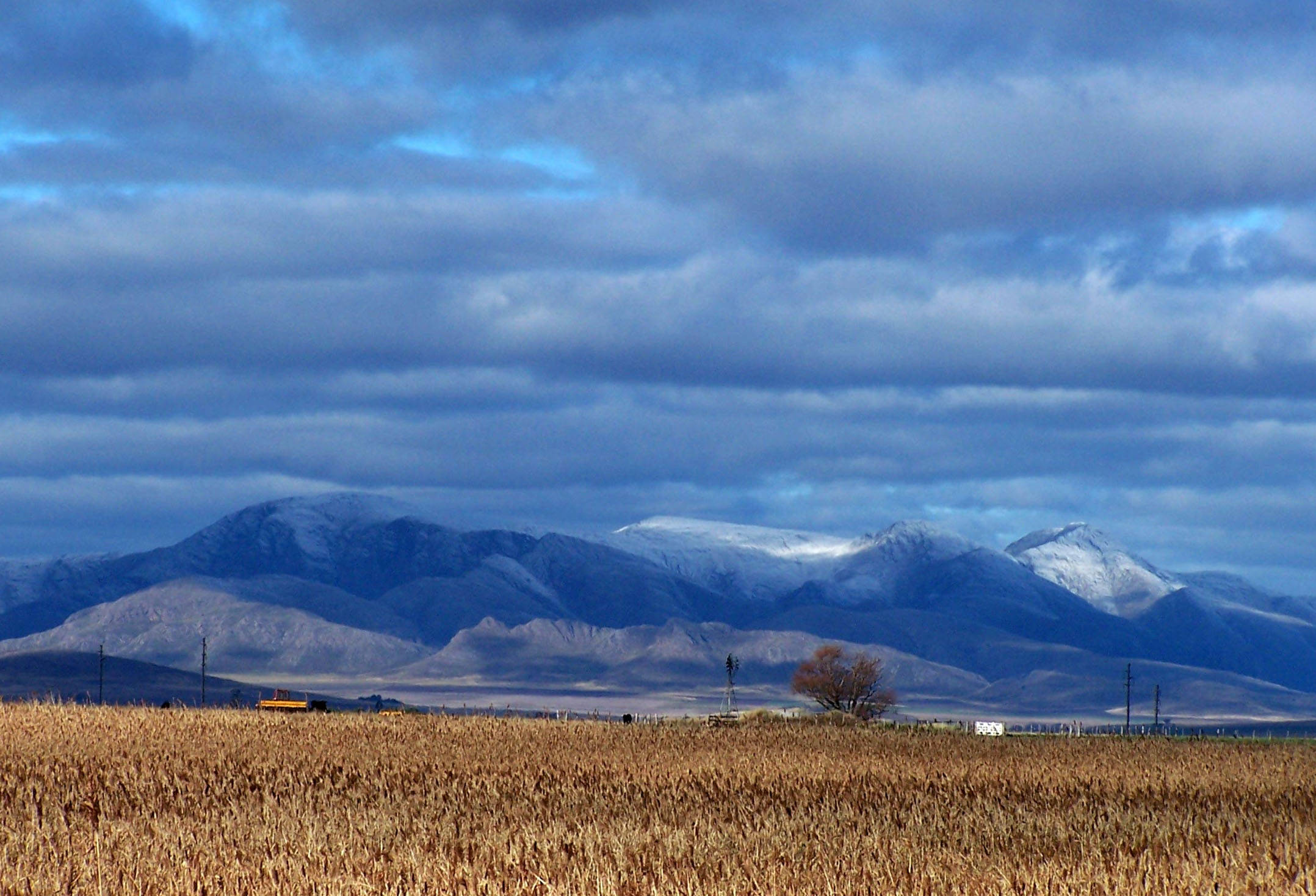
Vista de las Sierras

## Intendentes municipales desde 1983
| Intendente                 | Mandato                                           | Partido              |
| Néstor Edgardo Catani      | 10 de diciembre de 1983 - 10 de diciembre de 1987 | UCR                  |
| María Luisa Kugler         | 10 de diciembre de 1987 - 10 de diciembre de 1991 | UCR                  |
| Gerardo Pedro Rattero      | 10 de diciembre de 1991 - 10 de diciembre de 2005 | PJ                   |
| Marcelo Ricardo Buschi     | 10 de diciembre de 2005 - 10 de diciembre de 2007 | PJ                   |
| Gustavo Guillermo Trankels | 10 de diciembre de 2007 - 10 de diciembre de 2015 | PJ                   |
| Sergio Fabián Bordoni      | 10 de diciembre de 2015 - actualidad              | Acción por Tornquist |

## Cultura
- Fiesta Provincial de Reyes Magos, 5 de enero. Importantísimo evento que reúne a pobladores y turistas de la comarca de Sierra de la Ventana.
- Fiesta Provincial del Árbol; mes de octubre. En Villa Serrana La Gruta.
- Fiesta provincial de las golondrinas. Se realiza todos los años en honor a la visita de las golondrinas a la Comarca Turística de Sierra de la Ventana.
- Desde 2012 se celebra la Fiesta provincial de la Vendimia en el mes de abril.

## Flora
Vegetación xerófila, y densa en las serranías. En la llanura predominan: malvisco, heliotropo silvestre y la corregüela Convolvulus arvensis; brusquilla, cortadera, junco, berro, botón de oro, helechos, cardo y abre puño

## Fauna
Mamíferos: liebre, vizcacha, zorro gris, peludo, mulita, zorrino.
Aves: jilguero, tordo, gorrión, hornero, chingolo, carancho, cabecita negra, aguilucho, lechuza, gaviota, calandria, tero, patos, cachirla, chorlo y biguá

## Orografía

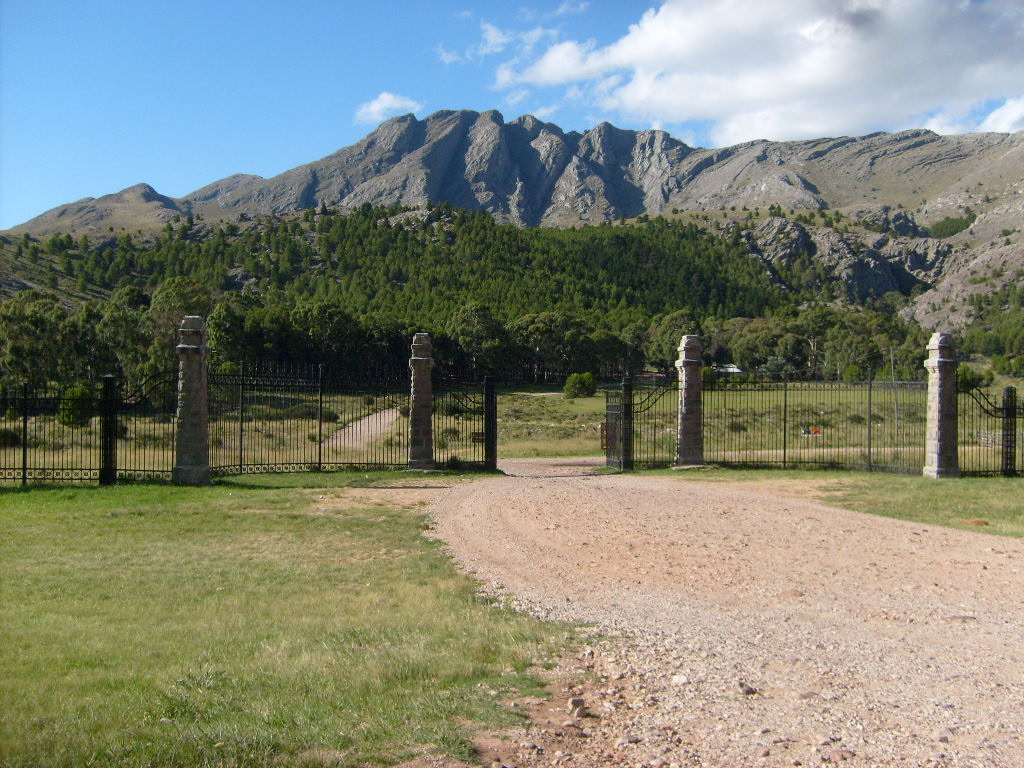
Parque Provincial Ernesto Tornquist - Cerro Ventana

El distrito tiene rasgos de llanura con elevaciones; en el noreste está el Sistema de Ventania, que viene desde el partido de Puan, por 750 km en dirección noroeste a sudoeste.

Las elevaciones más importantes: Cerro Tres Picos (1.239 m s. n. m., Cerro La Ventana (1.136 m s. n. m.), Cerro Napostá (1.100 m s. n. m.) y Cerro Cura Malal Grande (1.037 m s. n. m.).

## Hidrografía
Hay diversos arroyos: Belisario, Las Piedras, San Pedro, Chasicó, del Águila y Napostá. Y los ríos Sauce Chico (límite con los partidos de Coronel Suárez y de Coronel Pringles).
Principales lagunas: Las Encadenadas, y el lago del Parque Provincial Paso de Las Piedras

## Demografía
Según los resultados definitivos del censo de 2022 la población del partido alcanza los 14.810 habitantes.

## Localidades del Partido
Población según censo 2010.
- Tornquist 6.473 hab.
- Sierra de la Ventana 2.165 hab.
- Saldungaray 1.351 hab.
- Villa Ventana 609 hab.
- Chasicó 203 hab.
- Tres Picos 82 hab.
- Villa Serrana La Gruta 52 hab.

Parajes
- Berraondo
- Choiqué
- Estomba
- García del Río
- Nueva Roma
- Pelicurá
- San Andrés